# 市川彰彦
市川 彰彦（いちかわ あきひこ、1973年5月22日 - ）は、日本の元サッカー選手、実業家。現役時代のポジションはミッドフィールダー。

## 来歴
1992年に、修徳高校から横浜フリューゲルスに入団したが、出場機会はなく1994年に退団して現役を引退した。
1995年5月にソフトクリエイトに入社。2000年5月にソフトクリエイトの同僚であった森下一喜らと共にドルフィン・ネット（株）を設立して取締役に就任。同年12月にキッカーズ放送網（株）を設立。2002年2月にベルシステム24に入社、2004年10月に独立して（株）メディアンを設立。
2005年10月に森下が役員を務めていたガンホー・オンライン・エンターテイメントに入社する。その後、2008年4月に執行役員新規事業開発室長、2009年12月に執行役員ゲーム事業部モバイル・コンシューマ本部長、2012年1月に執行役員開発本部第1企画開発本部長、同年5月にセールスプロモーション事業部長、2015年10月に執行役員兼パートナー・パブリッシング本部長をそれぞれ歴任。2021年3月に同社取締役に就任した。

## 個人成績
| 国内大会個人成績 | 国内大会個人成績 | 国内大会個人成績 | 国内大会個人成績 | 国内大会個人成績 | 国内大会個人成績 | 国内大会個人成績 | 国内大会個人成績 | 国内大会個人成績 | 国内大会個人成績 | 国内大会個人成績 | 国内大会個人成績 |
| 年度             | クラブ           | 背番号           | リーグ           | リーグ戦         | リーグ戦         | リーグ杯         | リーグ杯         | オープン杯       | オープン杯       | 期間通算         | 期間通算         |
| 年度             | クラブ           | 背番号           | リーグ           | 出場             | 得点             | 出場             | 得点             | 出場             | 得点             | 出場             | 得点             |
| 日本             | 日本             | 日本             | 日本             | リーグ戦         | リーグ戦         | リーグ杯         | リーグ杯         | 天皇杯           | 天皇杯           | 期間通算         | 期間通算         |
| ---------------- | ---------------- | ---------------- | ---------------- | ---------------- | ---------------- | ---------------- | ---------------- | ---------------- | ---------------- | ---------------- | ---------------- |
| 1992             | 横浜F            | -                | J                | -                | -                | 0                | 0                |                  |                  |                  |                  |
| 1993             | 横浜F            | -                | J                | 0                | 0                | 0                | 0                |                  |                  |                  |                  |
| 1994             | 横浜F            | -                | J                | 0                | 0                | 0                | 0                |                  |                  |                  |                  |
| 通算             | 日本             | 日本             | J                | 0                | 0                | 0                | 0                |                  |                  |                  |                  |
| 総通算           | 総通算           | 総通算           | 総通算           | 0                | 0                | 0                | 0                |                  |                  |                  |                  |

## 交友関係
- 武井壮とは高校時代の同級生である[2]。